# La Douleur du dollar

La Douleur du dollar (titre original : Te di la vida entera) est un roman de l'écrivain cubain Zoé Valdés, paru en 1996. Il a connu un grand succès, notamment en Espagne et en France, et est l'un des livres les plus traduits de son auteur. Le titre original (en français : Je t'ai donné la vie entière) fait écho à l'une des nombreuses chansons évoquées au sein du roman, tandis que le titre français évoque un aspect de l'intrigue, et une méprise entre les deux mots « douleur » et « dollar » au sein d'un dialogue. Premier roman rédigé par l'auteur après son départ définitif de Cuba pour vivre en France, La Douleur du dollar est particulièrement marquée par la critique de Fidel Castro et de son régime.

## Résumé
La jeune Cuca Martínez (surnommée Cuquita, « cocotte », Caruquita, ou la Niña, « la Môme ») quitte à seize ans sa ville natale de Santa Clara et arrive à la Havane pour travailler comme bonne chez sa marraine. Elle partage sa chambre avec la Mechunga et la Puchunga, deux bisexuelles qui deviennent ses amies. Avec elles, elle fréquente le cabaret Montmartre et y rencontre Juan Pérez, le Ouane, l'homme de sa vie. Elle ne le retrouve pas avant huit ans, de nouveau au Montmartre. Ils vivent un amour fulgurant, Cuca doit avorter deux fois. Puis, la Révolution change les choses : Juan, qui travaille pour la mafia locale, quitte brusquement Cuca et Cuba pour rejoindre New York. Avant son départ, il donne à Cuca un dollar de 1935 et lui demande de le conserver précieusement dans l'attente de son retour.
Cuca accouche d'une fille, María Regla, sans jamais perdre l'espoir d'un retour du Ouane. María Regla est une enfant de la révolution : elle hait son père, devient journaliste pour le pouvoir castriste, et communique peu avec sa mère. Cuca, comme son pays au nom si proche, et comme la Havane, porte les profonds stigmates d'un vieillissement rapide. Dans les années 1990, Juan Pérez revient à Cuba. Les retrouvailles avec Cuca et sa fille sont chaleureuses mais le Ouane s'est marié aux États-Unis, avec une autre exilée cubaine, et est revenu pour récupérer son dollar : le numéro de série de celui-ci correspond au numéro d'un compte en Suisse, ses chefs le lui réclament, et la sécurité de sa famille américaine en dépend. Cuca retrouve le dollar qu'elle avait oublié après de longues recherches. Juan Pérez est alors confronté à la réalité : son chef de gang new-yorkais le fait amener au Palais de la Révolution. Le Ouane découvre que la mafia exilée est liée à Castro et le soutient, pour son malheur et celui de Cuca puisqu'ils sont tous deux arrêtés. Juan est expulsé aux États-Unis comme traître, Cuca est relâchée à Santa Clara, son village natal, et décide d'y rester. Elle tombe dans la sénilité. C'est par hasard que sa fille finit par l'y retrouver, venue faire un reportage : Cuca ne la reconnaît pas, mais parle à la journaliste et confie son histoire à María Regla.

## Le langage et la critique du castrisme, indissociables
Selon Jesús Hernández Cuéllar, le roman est caractérisé par « une prose agile, héritière d'une génération d'auteurs qui n'a pu ni voulu se détacher de la poésie. » Le langage du roman est caractérisé par son rythme et par l'utilisation d'expressions familières cubaines. L'utilisation de diminutifs et de sobriquets est également notable, sans oublier le rapprochement Cuca/Cuba. Par ailleurs le narrateur se divise parfois en deux, avec d'une part « le cadavre » qui se présente dès le début du récit, en fait María Regla, et d'autre part la conscience révolutionnaire, « Géminette Criquette », qui fait parfois irruption et confirme ou bien conteste le récit. Or c'est le cadavre qui guide le récit, finalement plus réellement vivant que la conscience révolutionnaire. « En somme, l'entité absente de Cuba et le recours narratif au cadavre, sont le reflet d'une conception selon laquelle le système cubain et la Révolution étaient inéluctablement condamnés à mourir. »
Par ailleurs, le roman fait de nombreuses références musicales et chaque chapitre porte le titre d'une chanson. Zoé Valdés montre à travers ces références une tendresse pour la musique du Cuba pré-révolutionnaire, en particulier pour ses boléros : « La musique populaire est omniprésente [...]. Le boléro prédomine, et représente les sentiments de l'héroïne. Par le choix de cette musique sentimentale et dansante, qui évoque la nostalgie de la culture cubaine des années 50, l'auteur nous dit que le patrimoine culturel s'est dégradé en raison du passage à la rigidité révolutionnaire. Cette posture évoque Guillermo Cabrera Infante, qui affirme que la floraison culturelle cubaine des années 50 fut interrompue par la Révolution, et que l'image de la Havane comme bordel touristique est une manipulation du régime castriste ». L'influence musicale, comme chez Cabrera Infante, peut expliquer le caractère très rythmé du langage de la narration.
Le roman dépeint également en détail la déchéance de Cuba, île livrée aux caprices de Fidel Castro, la corruption du régime, la difficile condition des femmes, la misère et la faim à travers quelques passages où perce l'aigreur de l'auteur. Fidel n'est jamais nommé par Zoé Valdés, qui le désigne sous des sobriquets ironiques, « Extra Large », ou « XXL » en référence à son pouvoir absolu. En somme, dans La Douleur du dollar, Valdés « a touché les points les plus sensibles de la société dont elle est issue. »

## Réception et critiques
La sortie du roman est saluée par la critique en Espagne, où il est finaliste du Prix Planeta 1996. De même, la critique française est très favorable l'année suivante. Fabrice Lanfranchi décrit par exemple un roman « vaste [...], d’une liberté, d’une force, d’un bonheur, d’une violence, d’un humour, d’une sensualité qui embarquent le lecteur pour une croisière sur des rives sauvages et étonnantes, [...] monologue fiévreux, [...] chant d’amour, un chant né d’un boléro de ceux qui jamais ne quittent la mémoire. »

## Éditions
- Te di la vida entera, Barcelone, Planeta, 1996
- La Douleur du dollar, trad. Liliane Hasson, Actes Sud, 1997
  - Rééd. Actes Sud, coll. « Babel », 1999
  - Rééd. Pocket, 2000